# Composante (Armée belge)

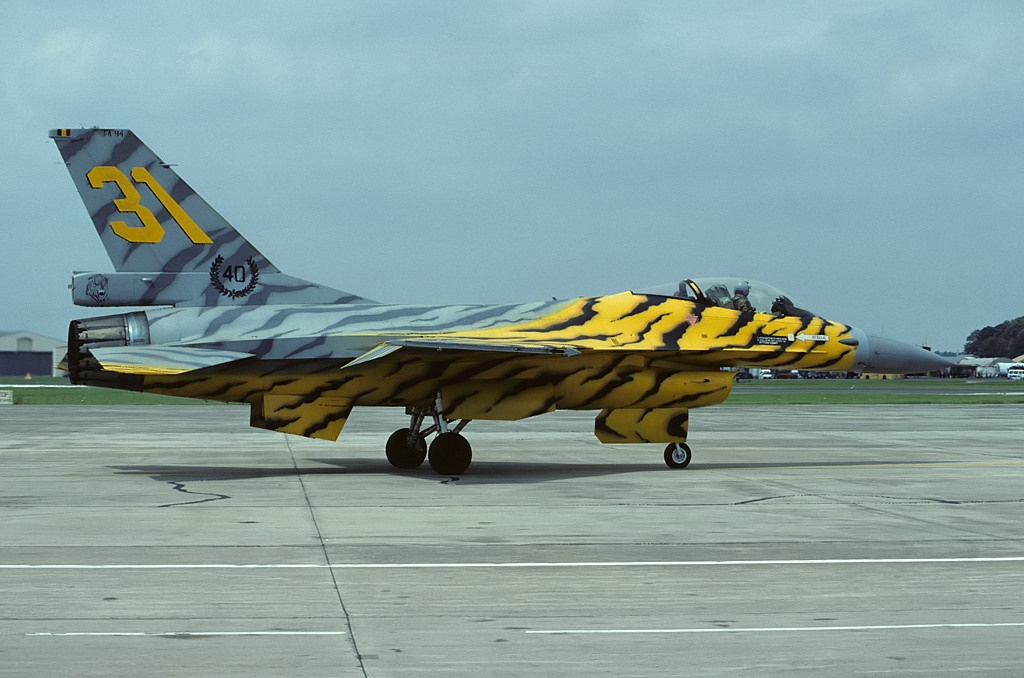
Un General Dynamics F-16 Fighting Falcon de la de la composante air.

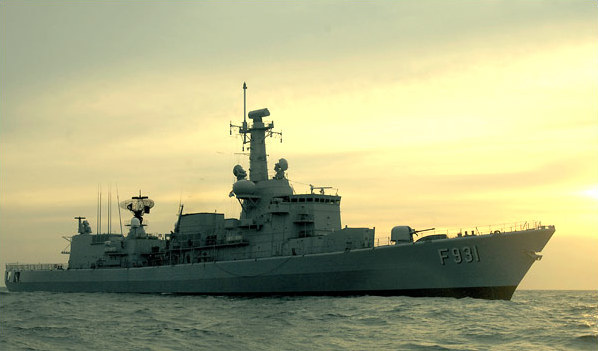
Le F931 Louise-Marie, l'une des deux frégates de classe Karel Doorman de la composante marine.

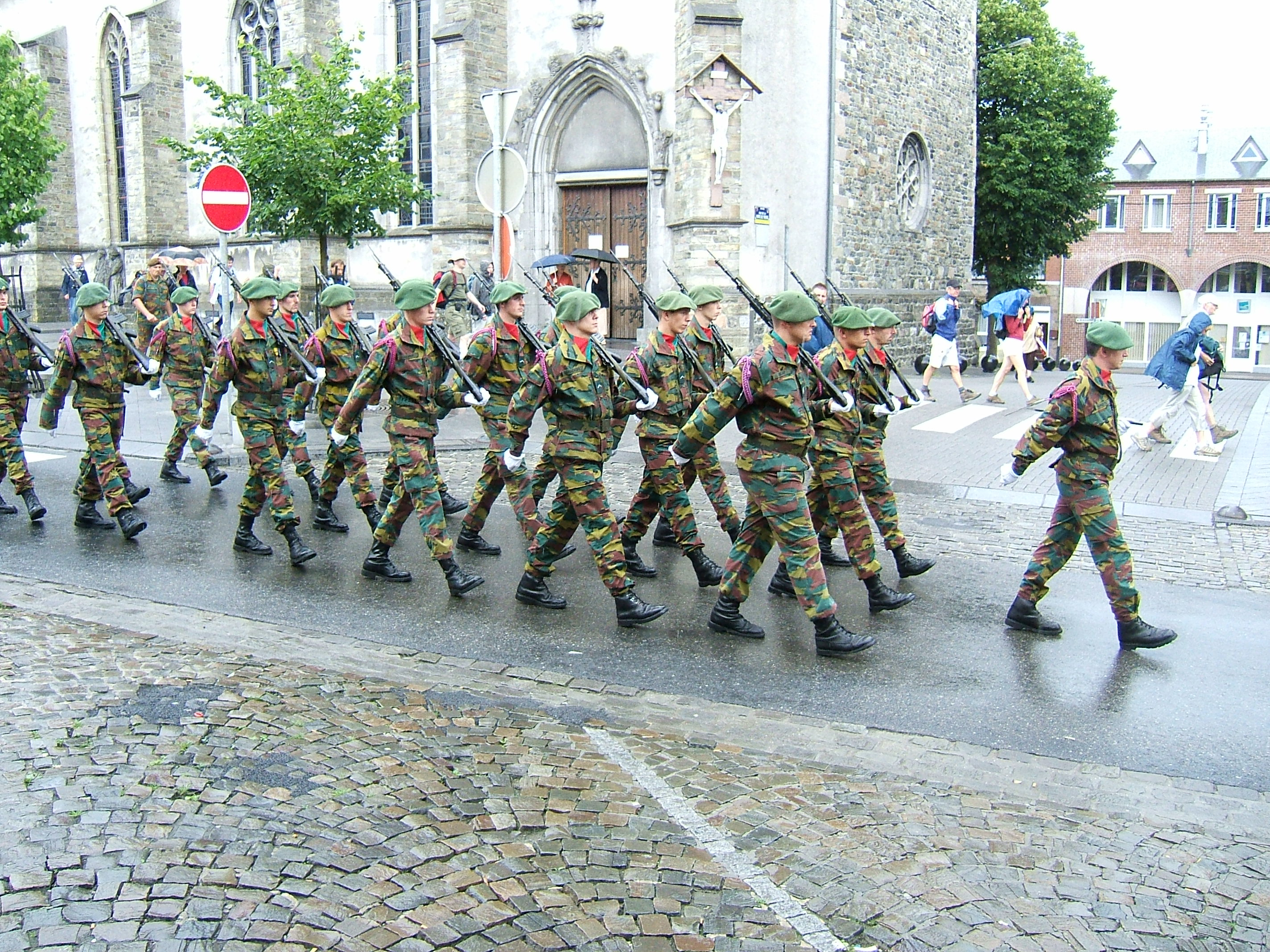
Le Bataillon médian de chasseurs ardennais, de la composante terre, paradant dans Bastogne.

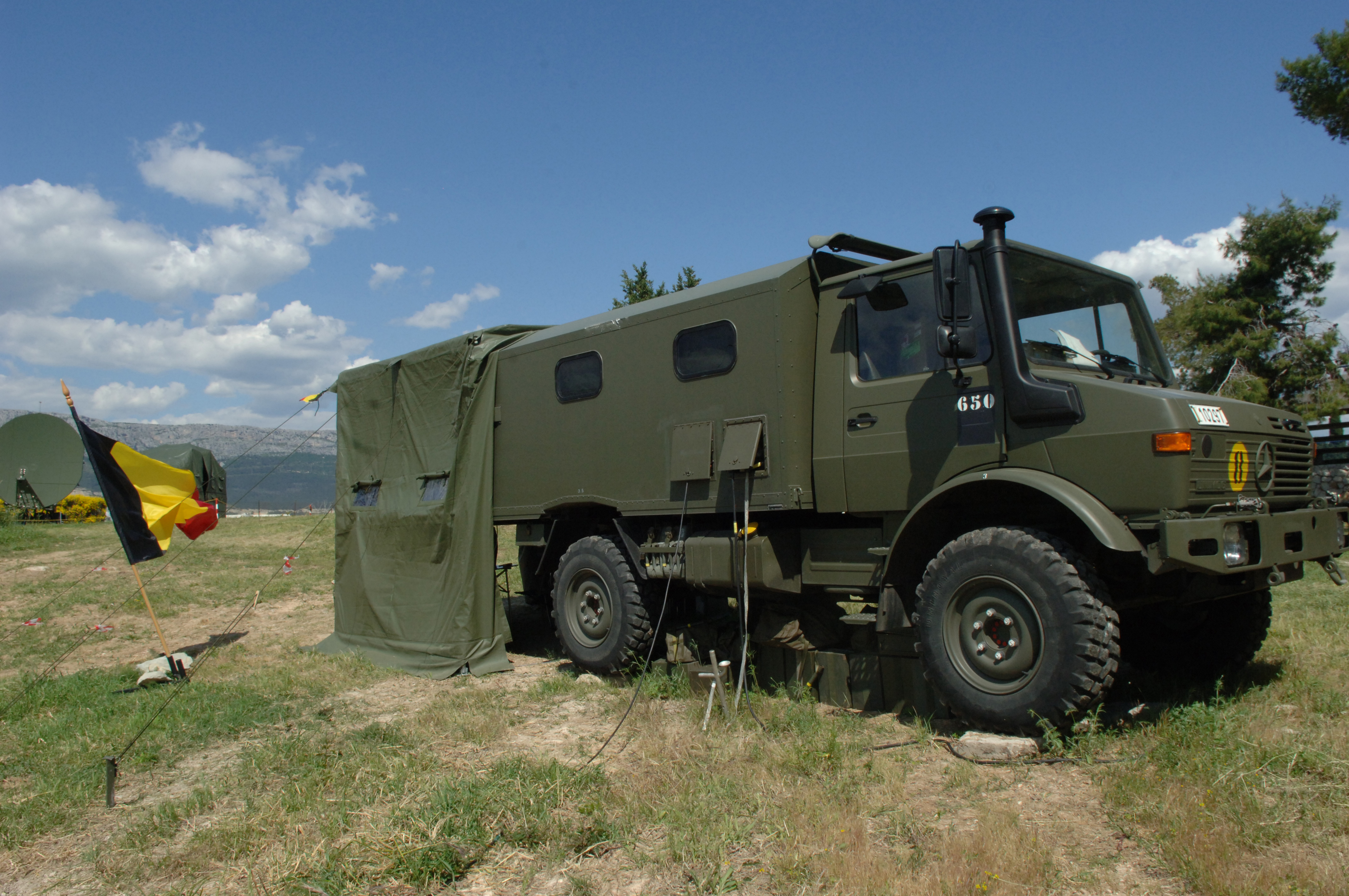
Un Mercedes-Benz Unimog de la composante terre en Croatie en 2008.

En Belgique, l'armée est subdivisée en quatre composantes depuis le 1er janvier 2002. Cette nouvelle structure fut créée par l'arrêté royal du 21 décembre 2001 faisant suite à une réforme de l'armée après la fin de la guerre froide.
Chaque composante est dirigée par un commandant en officier général, chapeauté par le Chef de la Défense, dépendant du ministre de la Défense, lui-même, de par la Constitution, sous les ordres du roi des Belges.
Celles-ci sont respectivement : 
- la composante terre (en néerlandais : landcomponent) (commandant en chef : lieutenant-général Jean-Paul Deconinck (en)) ;
- la composante air (en néerlandais : luchtcomponent') (commandant en chef : général-major Fred Vansina) ;
- la composante marine (en néerlandais : marinecomponent) (commandant en chef : amiral de division Georges Heeren) ;
- la composante médicale (en néerlandais : medische component) (commandant en chef : médecin général-major Pierre Neirinckx).

## Structure précédente
Auparavant, ces quatre entités étaient indépendantes les unes des autres. Elles se nommaient: 
- pour la Modèle:Composante terre : l’Armée de terre belge ;
- pour la  Composante air : la Force aérienne belge ;
- pour la  Composante marine : la Force navale belge (ayant elle-même succédé à la Marine Royale belge) ;
- pour la Modèle:Composante médicale : ancienne appellation inconnue.